# Saymon Barbosa
 Saymon Barbosa Santos (Campo Grande, 8 de setembro de 1993) é um voleibolista brasileiro praticante da modalidade de vôlei de praia  que conquistou a medalha de ouro na edição do Campeonato Mundial Militar de Vôlei de Praia de 2017 no Brasil.

## Carreira
A prática desportiva já faz parte da vida de Saymon desde a infância estando em contato com o futebol, basquetebol, handebol e tênis, mas identificou-se com o voleibol, iniciando no vôlei de quadra (indoor) quando representava o time do  Colégio Dom Bosco, depois a convite de um amigo fez o primeiro contato com o vôlei de praia e gradualmente aperfeiçoando e interessando-se cada vez mais pela modalidade, defendeu as cores da seleção estadual do Mato Grosso do Sul, tempos depois vislumbrou a carreira de voleibolista de praiaapós convite para treinar do ex-voleibolista Betinho quando tinha 17 anos de idade.
Em 2012 disputou ao lado de Felipe Vale a etapa de Campo Grande pelo Circuito Brasileiro de Vôlei de Praia Sub-23, terminando na décima terceira e o décimo sétimo lugar na etapa de Campo Grande válida pelo Circuito Brasileiro de Vôlei de Praia Challenger no mesmo ano, ocasião que disputou ao lado de Ramon Gomes.
Compondo parceria com Fábio Bastos, após convite para treinar por um período no Centro de Desenvolvimento do Voleibol em Saquarema disputou a edição do Campeonato Mundial de Vôlei de Praia Sub-21 de 2013 realizado em Umago. Quando terminaram na nona posição e juntos disputaram a etapa final de Sobral, Brasil, pelo Circuito Sul-Americano de Vôlei de Praia 2012-13 conquistando a medalha de bronze.
E com  Márcio Dantas  disputou o Circuito Brasileiro de Vôlei de Praia Sub-21 de 2013, sagrando-se campeões nas etapas de  Cabo Frio, de Campinas e  de Maringá; ainda neste ano conquistaram o título da primeira etapa do Rio de janeiro pelo Circuito Brasileiro de Vôlei de Praia Sub-21  (Verão), depois neste circuito conquistou o vice-campeonato na etapa de campinas ao lado de Léo Morais e terceiros colocados na etapa de Brasília.
Conquistou ainda em 2013 ao lado de Fábio Bastos o título da etapa de Vitória pelo Circuito Brasileiro de Vôlei de Praia Sub-23 e o vice-campeonato na etapa de Aracaju; também foram campeões na etapa de João Pessoa pelo Circuito Brasileiro de Vôlei de Praia Nacional de 2013-14.
No ano de 2014 disputou a edição do Campeonato Mundial de Vôlei de Praia Sub-23, sediado em Mysłowice, Polônia, jogando com Marcus Carvalhaes encerrou na quinta colocação; com Márcio Gaudie disputou o Circuito Sul-Americano de Vôlei de Praia de 2014, na etapa de Macaésendo eliminados na quartas de final, finalizando na quinta posição, mesmo posto obtido pela dupla na etapa de Viña del Mar , depois prosseguiu ao lado de Fábio Bastos na conquista da medalha de prata na etapa de Sucre,também disputaram a etapa de San Miguel de Tucumánquando avançaram as semifinaisquando finalizaram na quarta posição, posteriormente competiu no referido circuito com Márcio Araújo na etapa do departamento de Boyacáconquistando a medalha de ouro.
Disputou o Circuito Brasileiro de Vôlei de Praia Sub-23 de 2014 ao lado de Fábio Bastos, conquistando o título da etapa de Ribeirão Preto, sendo vice-campeão ao lado de Márcio Dantas na etapa de Rondonópolis, mesmo posto obtido com Fábio Bastos na etapa de Campo Grandee no Rio de Janeiro, ainda forma quintos colocados na etapa de Campinasm finalizando na terceira posição na classificação geral.
Com a parceria de Fábio Bastos disputou etapas do Circuito Brasileiro de Vôlei de Praia Nacional de 2014-15, terminando na terceira posição na etapa de Aracaju.
Com Fábio ainda alcançou o quinto lugar na etapa de Campinas pelo Circuito Brasileiro de Vôlei de Praia Open de 2014-15, repetindo tal colocação com Márcio Araújo nas etapas de São José, Porto Alegre e Fortaleza, mas conquistaram o terceiro lugar na etapa de Salvador; juntos ainda disputaram a etapa de La Serena pelo Circuito Sul-Americano de Vôlei de Praia de 2014-15.
Ao lado de Márcio Araújo estreou no Circuito Mundial de Vôlei de Praia de 2015 não pontuando no Aberto de Fuzhou, nos Grand Slams de Moscou e Yokohama, da mesma forma no Major Series de Poreč alcançaram a trigésima terceira posição no Aberto de Lucerna e Major Series de Stavanger.Em seguida formou dupla com Gustavo Carvalhaes no referido circuito conquistando a décima sétima colocação no Grand Slam de Long Beach, não pontuaram no Grand Slam de Olsztyn, mas conquistaram a medalha de bronze no Aberto do Rio de Janeiro.E com Guto Carvalhaes ele disputou o Circuito Brasileiro de Vôlei de Praia Open de 2015-16 obtendo o título na etapa de Brasília, quinta posição em Contagem (Belo Horizonte), vice-campeonato em Goiânia, quarto posto em Curitiba, terceiro lugar em Natal e também em Fortaleza, terminando com o vice-campeonato na classificação geral
Ainda com Guto Carvalhaes conquistou o terceiro lugar na etapa de Cabo Frio pelo Circuito Brasileiro de Vôlei de Praia Challenger de 2015.Com George Wanderley, representando a UNIPÊ na edição do 64ª edição dos Jogos Universitários Brasileiros (JUBs) em 2016, ocasião que sagraram-se campeões.Novamente com Guto Carvalhaes conquistou o terceiro lugar na edição do SuperPraia A de 2016 realizado em João Pessoa
Novamente com Guto Carvalhaes disputou etapas do Circuito Mundial de Vôlei de Praia, conquistando o terceiro lugar no Aberto de Maceió e no Grand Slam de Olsztyn ,alcançaram ainda o trigésimo terceiro posto nos Grand Slams do Rio de Janeiro e de Moscou,  sendo décimo sétimos colocados no Major Series de Hamburgo, os nonos lugares no Aberto de Fortaleza e no Major Series de Gstaad, a quinta posição no Aberto de Vitória e no Major Series de Poreč , obteve o título em no Aberto de Cincinnati e o vice-campeonato no Major Series de Klagenfurt; formaram dupla também para a etapa de Limoeiro pelo Circuito Sul-Americano de Vôlei de Praia de 2016, que foi suspensa por causa das chuvas, disputando a “Súper Etapas”, realizada em Morón conquistando a medalha de ouro, e na etapa seguinte em Vicente López terminou em quinto lugar.
Com nova formação de dupla, ou seja, ao lado de Álvaro Filho,  disputou o Circuito Brasileiro de Vôlei de Praia Open de 2016-17 obtendo vice-campeonato na etapa de Campo Grande, o título na etapa de Brasília, novamente vice-campeões na etapa de Uberlândia, mais um título em Curitiba., outra vez obtendo o vice-campeonato em São José, terceira colocação na etapa de João Pessoa, voltando ao lugar mais alto do pódio na etapa de Maceió, além do vice-campeonato em Aracaju, terminaram com o terceiro lugar na etapa de Vitória, finalizando a temporada com o título geral do circuito; e ainda foram vice-campeões da edição do SuperPraia de 2017 realizado em Niterói.
Participou ao lado de Álvaro Filho do Circuito Mundial de Vôlei de Praia de 2017, quando conquistaram o título do torneio cinco estrelas de Fort Lauderdale, quinta posição no torneio categoria quatro estrelas do Rio de Janeiro, nonas posições nos torneios três estrelas de Haia, Moscou  e Long Beach, sendo que terminaram na décima sétima colocação  no Campeonato Mundial de Vôlei de Praia de 2017 realizado em Viena  e torneio cinco estrelas de Poreč , terceiros colocados no torneio cinco estrelas de Gstaad, além do vigésimo quinto posto no torneio quatro estrelas de Olsztyn e a nona posição no FIVB World Tour Finals de 2017 sediado em Hamburgo .Ainda conquistaram a medalha de ouro na edição do CSV Finals de 2017 realizado em Maringá.Em 2017 jogando com Álvaro Filho conquistou pela primeira vez a medalha de ouro na segunda edição do Campeonato Mundial de Vôlei de Praia realizado no Rio de Janeiro .
Permaneceu formando dupla com Álvaro Filho na disputa do Circuito Brasileiro de Vôlei de Praia Open de 2017-18 obtendo a terceira posição na etapa de Campo Grande, na sequência  jogou com  Rico Silva alcançando o nono lugar em Natal, depois voltou atuar com Álvaro Filho e conquistou o terceiro posto na etapa de Itapema, també terminaram na décima nona posição na etapa de Fortaleza e em Maceió, também o nono posto em João Pessoa.
Novamente com Álvaro Filho disputou o Circuito Mundial de 2018 finalizando na trigésima terceira colocação no torneio cinco estrelas de Fort Lauderdale, quinta posição no torneio quatro estrelas de Doha, além do nono lugar na  categoria quatro estrelas de Xiamen, nona posição Huntington Beach, vigésimo quinto lugares nos torneios quatro estrelas de Itapema e Warsaw, não pontuando na categoria cinco estrelas de Vienna; ainda juntos conquistaram a medalha de ouro no Grand Slam de Rosario pelo Circuito Sul-Americano de Vôlei de Praia de 2018.Voltou a competir ao lado de Guto Carvalhaes no Circuito Mundial de Vôlei de Praia de 2019, iniciado em 2018, conquistando o bronze no torneio categoria quatro estrelas de Yangzhou e nono lugar no torneio quatro estrelas de Las Vegas, juntos competiram no Circuito da AVP de 2018 alcançaram o  terceiro lugar no  Waikiki Beach Open.

## Títulos e resultados
- Aberto de Fort Lauderdale do Circuito Mundial de Vôlei de Praia:2017[25]
- Aberto de Cincinnati do Circuito Mundial de Vôlei de Praia:2016[25]
- Major Series de Klagenfurt do Circuito Mundial de Vôlei de Praia:2016[25]
- Torneio 4* de Yangzhou do Circuito Mundial de Vôlei de Praia:2019[25]
- Torneio 5* de Gstaad do Circuito Mundial de Vôlei de Praia:2017[25]
- Grand Slam de Olsztyn do Circuito Mundial de Vôlei de Praia:2016[25]
- Aberto de Maceió do Circuito Mundial de Vôlei de Praia:2016[25]
- Aberto do Rio de Janeiro do Circuito Mundial de Vôlei de Praia:2015[25]
- Etapa da Argentina do Circuito Sul-Americano de Vôlei de Praia:2018[96]
- Etapa da Argentina do Circuito Sul-Americano de Vôlei de Praia:2016[70]
- Etapa da Colômbia do Circuito Sul-Americano de Vôlei de Praia:2014[40]
- Etapa da Bolívia do Circuito Sul-Americano de Vôlei de Praia:2014[31]
- Etapa do Chiledo Circuito Sul-Americano de Vôlei de Praia:2014-15[52]
- Etapa da Argentina do Circuito Sul-Americano de Vôlei de Praia:2014[36]
- Superpraia:2017[82]
- Superpraia:2016[64]
- Circuito Brasileiro de Voleibol de Praia Open:2016-17[81]
- Circuito Brasileiro de Voleibol de Praia Open:2015-16[61]
- Etapa de Maceió do Circuito Brasileiro de Voleibol de Praia Open:2016-17[78]
- Etapa de Curitiba do Circuito Brasileiro de Voleibol de Praia Open:2016-17[75]
- Etapa de Brasília do Circuito Brasileiro de Voleibol de Praia Open:2016-17[73]
- Etapa de Brasília do Circuito Brasileiro de Voleibol de Praia Open:2015-16[53]
- Etapa de Aracaju do Circuito Brasileiro de Voleibol de Praia Open:2016-17[79]
- Etapa de São José do Circuito Brasileiro de Voleibol de Praia Open:2016-17[76]
- Etapa de Uberlândia do Circuito Brasileiro de Voleibol de Praia Open:2016-17[74]
- Etapa de Campo Grande do Circuito Brasileiro de Voleibol de Praia Open:2016-17[72]
- Etapa de Goiânia do Circuito Brasileiro de Voleibol de Praia Open:2015-16[55]
- Etapa de Itapema do Circuito Brasileiro de Voleibol de Praia Open:2017-18[92]
- Etapa de Campo Grande do Circuito Brasileiro de Voleibol de Praia Open:2017-18[90]
- Etapa de Vitória do Circuito Brasileiro de Voleibol de Praia Open:2016-17[80]
- Etapa de João Pessoa do Circuito Brasileiro de Voleibol de Praia Open:2016-17[77]
- Etapa de Fortaleza do Circuito Brasileiro de Voleibol de Praia Open:2015-16[60]
- Etapa de Natal do Circuito Brasileiro de Voleibol de Praia Open:2015-16[58]
- Etapa de Salvador do Circuito Brasileiro de Voleibol de Praia Open:2014-15[48]
- Etapa de Curitiba do Circuito Brasileiro de Voleibol de Praia Open:2015-16[57]
- Jogos Universitários Brasileiros:2016[63]
- Etapa de João Pessoa do Circuito Brasileiro de Voleibol de Praia - Nacional:2013-14[21]
- Etapa de Aracaju do Circuito Brasileiro de Voleibol de Praia - Nacional:2014-15[47]
- Etapa de Cabo Frio do Circuito Brasileiro de Voleibol de Praia - Challenger:2015[62]
- Circuito Brasileiro de Vôlei de Praia Sub-23:2014[46]
- Etapa de Ribeirão Preto do Circuito Brasileiro de Vôlei de Praia Sub-23:2014[41]
- Etapa do Rio de Janeiro do Circuito Brasileiro de Vôlei de Praia Sub-23:2014[44]
- Etapa de Campo Grande do Circuito Brasileiro de Vôlei de Praia Sub-23:2014[43]
- Etapa de Rondonópolisdo Circuito Brasileiro de Vôlei de Praia Sub-23:2014[42]
- Etapa de Vitória do Circuito Brasileiro de Vôlei de Praia Sub-23:2013[19]
- Etapa de Aracaju do Circuito Brasileiro de Vôlei de Praia Sub-23:2013[20]
- Etapa de Maringá do Circuito Brasileiro de Vôlei de Praia Sub-21:2013[15]
- Etapa de Campinas do Circuito Brasileiro de Vôlei de Praia Sub-21:2013[14]
- Etapa de Cabo Frio do Circuito Brasileiro de Vôlei de Praia Sub-21:2013[13]
- Etapa do Rio de Janeiro do Circuito Brasileiro de Vôlei de Praia Sub-21 (Verão):2013[16]
- Etapa de Campinas do Circuito Brasileiro de Vôlei de Praia Sub-21 (Verão):2013[17]
- Etapa de Brasília do Circuito Brasileiro de Vôlei de Praia Sub-21 (Verão):2013[18]

## Premiações individuais
[carece de fontes?]